# Vignoc
Vignoc (tiếng Breton: Gwinieg, Gallo: Veinyoc) là một xã của tỉnh Ille-et-Vilaine, thuộc vùng Bretagne, miền tây bắc nước Pháp.

## Dân số
Người dân ở Vignoc được gọi là Vignocois.
| 1962                                            | 1968 | 1975 | 1982 | 1990 | 1999 |
| ----------------------------------------------- | ---- | ---- | ---- | ---- | ---- |
| 662                                             | 667  | 674  | 773  | 887  | 1091 |
| Starting in 1962: Population without duplicates |      |      |      |      |      |